# Nitrur d'argent
El nitrur d'argent és un compost iònic format per cations argent(1+), {\displaystyle {\ce {Ag+}}}, i anions nitrur(3-), {\displaystyle {\ce {N^3-}}}, de fórmula {\displaystyle {\ce {Ag3N}}}. És un compost molt inestable per la qual cosa explota fàcilment.

## Història
El nitrur d'argent fou sintetitzat per primer cop el 1788 pel químic francès Claude Louis Berthollet que anomenava argent fulminant.

## Propietats
Pel fet de ser un compost molt inestable explota violentament, per acció d'un cop, una fricció o per escalfament, formant argent metàl·lic i nitrogen:
{\displaystyle {\ce {2 Ag3N -> 6 Ag + N2}}}

## Preparació
Berthollet precipità òxid d'argent(I), {\displaystyle {\ce {Ag2O}}} addicionant hidròxid de calci, {\displaystyle {\ce {Ca(OH)2}}}, a una dissolució de nitrat d'argent, {\displaystyle {\ce {AgNO3}}}. Després d'eixugar l'òxid d'argent el tractà amb una dissolució concentrada d'amoníac, {\displaystyle {\ce {NH3}}}, i obtingué cristalls negres de nitrur d'argent.
{\displaystyle {\ce {2 AgNO3 + Ca(OH)2 -> Ag2O + Ca(NO3)2 + H2O}}}{\displaystyle {\ce {3 Ag2O + 2 NH3 -> 2 Ag3N + 3 H2O}}}Actualment es fa reaccionar nitrat d'argent amb una dissolució concentrada d'amoníac. La reacció té lloc en etapes, primer es forma òxid d'argent(I), el qual reacciona amb amoníac per donar hidròxid de diaminargent, {\displaystyle {\ce {Ag(NH3)2OH}}}, que es descompon gradualment en nitrur d'argent.